# 지품국민학교 용덕분교
지품국민학교 용덕분교는 대한민국 경상북도 영덕군에 있었던 공립 초등학교이다.

## 학교 연혁
- 일자미상 용덕분교장 설립 인가
- 1963년 5월 1일 지품국민학교 용덕분교 개교
- 1991년 3월 1일 폐교 및 지품국민학교 통폐합

## 참고 자료
- 지품국민학교용덕분교장 - 한국교육학술정보원 학교알리미